# 龍牙草屬
龙芽草属（学名：Agrimonia）是蔷薇科下的一个属，为多年生草本植物。该属共有约10种，分布于北温带。

## 物种
本属包括以下物种：
- 龙芽草 Agrimonia pilosa
- 日本龙芽草 Agrimonia nipponica
- 托叶龙芽草 Agrimonia coreana
- 欧洲龙芽草 Agrimonia eupatoria
- 富贵龙芽草 Agrimonia procera